# Catch hardcore
Pour les articles homonymes, voir Hardcore.

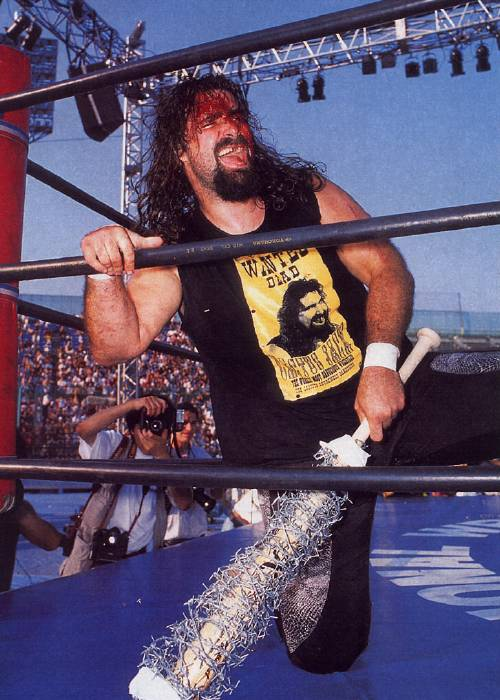
Mick Foley (ici en tant que Cactus Jack), tout premier Champion hardcore de la WWE, est l'un des plus grands noms du catch hardcore des années 1990 et 2000.

Le catch hardcore est une forme extrême de catch. Il se définit par l'absence de disqualification : l'utilisation d'objets, les interventions extérieures et nombre de gestes interdits en stipulation normale (comme les coups bas) sont autorisés.
Bien que, comme au catch classique, le vainqueur, ainsi que les moments importants du combat, soient déterminés à l'avance, il s'agit de la forme la plus violente et la plus dangereuse du catch, et il n'est pas rare que les catcheurs se blessent gravement.
Il existe de nombreuses variations de match hardcore où la méthode de victoire varie (comme le ladder match ou le tables match) ou, tout simplement, les armes autorisées (chairs match) ou l'environnement (barbed wire match).

## Histoire
Dans la première moitié du XXe siècle, les catcheurs commencent à se faire saigner volontairement en se griffant le visage l'un l'autre, créant l'ancêtre du blading (le saignement volontaire en utilisant une lame de rasoir caché). C'est Karl « Doc » Sarpolis qui invente le blading que Danny McShain puis Freddie Blassie popularise,.
Dans les années 1950, certains catcheurs commencent à devenir célèbre pour leur combat de catch hardcore. C'est le cas de Freddie Blassie et de Dory Funk, Sr. (en). Funk, Sr. qui est promoteur à Amarillo invente les règles de certains types de matchs au catch. C'est le cas notamment du Texas Death match dont le but est de réaliser d'abord un tombé sur son adversaire puis l'arbitre effectue le compte de dix. Si le catcheur au sol ne se relève pas le combat est terminé. Funk, Sr. est d'ailleurs le vainqueur du premier Texas Death match qui dure plus de trois heures face à Mike DiBiase (en) le 6 juillet 1965,.

## Règles

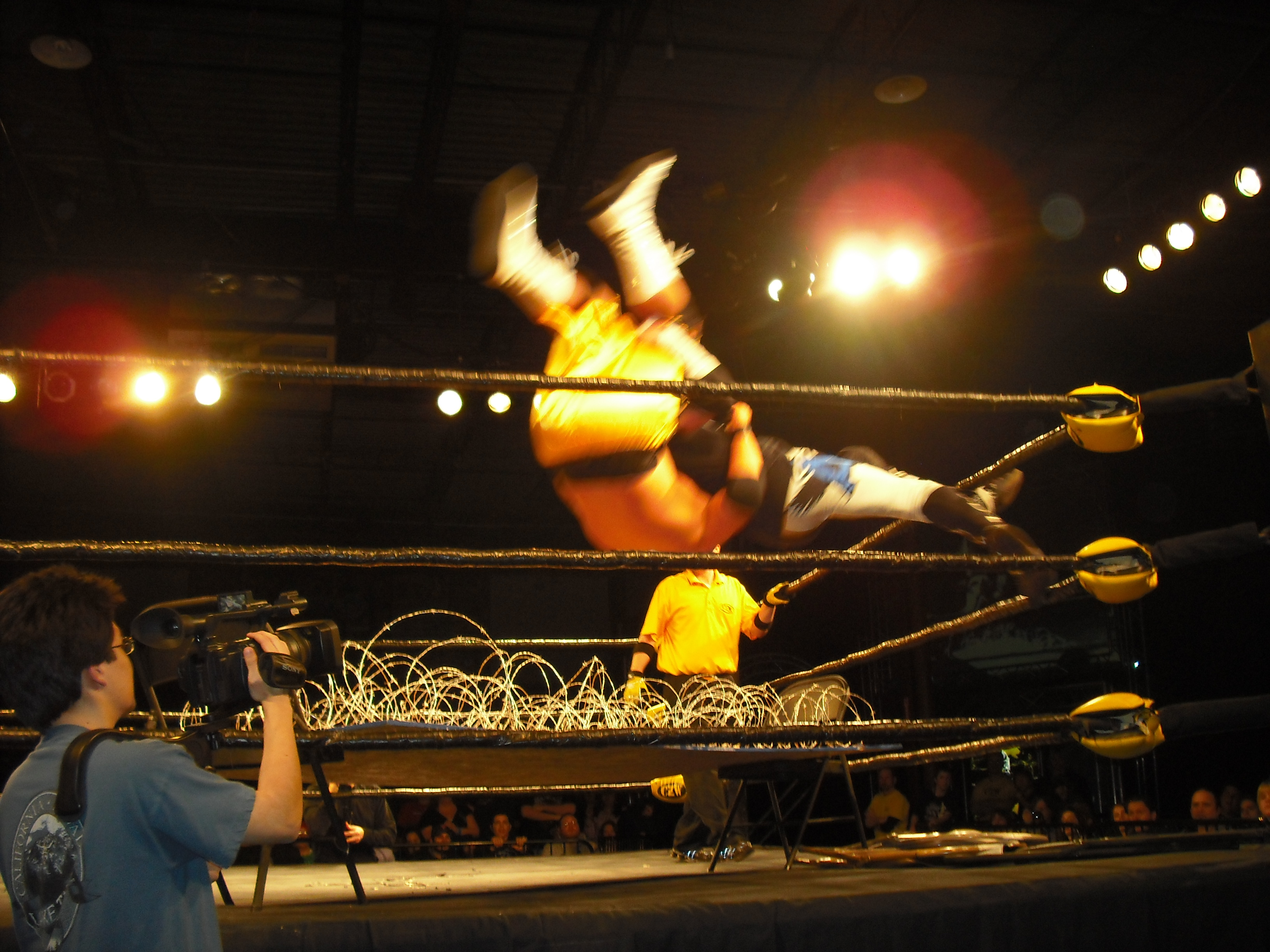
Devon Moore effectuant une prise sur Drake Younger à travers un panneau de bois recouvert de fils barbelés.

Il existe de multiples variantes de catch hardcore, changeant la nature du match :
- Une règle du « 24/7 » décrit une situation ou un catcheur hardcore doit défendre le titre tout le temps. Le match (et le titre) peut être gagné par tombé à n'importe quel moment et n'importe quel endroit en la présence d'un arbitre officiel. Le match n'a pas de lieu, temps ou même adversaire fixé. C'est l'une des plus sévères formes de hardcore mais aussi le type de match le plus imprévisible. C'était initialement une stipulation spéciale lors du règne de Crash Holly sur le WWE Hardcore Championship mais par la suite ça devenait une règle générale du titre. Pendant la période où Crash a défendu son titre, il l'a fait dans des lieux comme sa chambre d'hôtel, un aéroport et même au cirque[6],[7].

- Un match sans disqualification
  - autorise l'usage des armes: chaises, extincteurs, tables, échelles, battes, chaînes, marteaux/masses, guitares, gourdins, poubelles métallique
  - d'autres personnes non impliquées dans le match peuvent faire une intervention sur ce match.
  - pas de décompte extérieur et les règles habituelles ne sont, le plus souvent, pas appliquées.

- Un match à mort (Deathmatch[8]) décrit un match extrême qui montre que le combat doit se terminer par une victoire. Lors de ces combats, les participants peuvent utiliser des armes (qui peuvent couper le corps des catcheurs) telles que des tubes néons (light tubes), panneaux de verre, punaises, fils barbelés , etc. Ces matchs sont particulièrement violents et sanglants.

## Exemples d'objets régulièrement utilisés comme armes

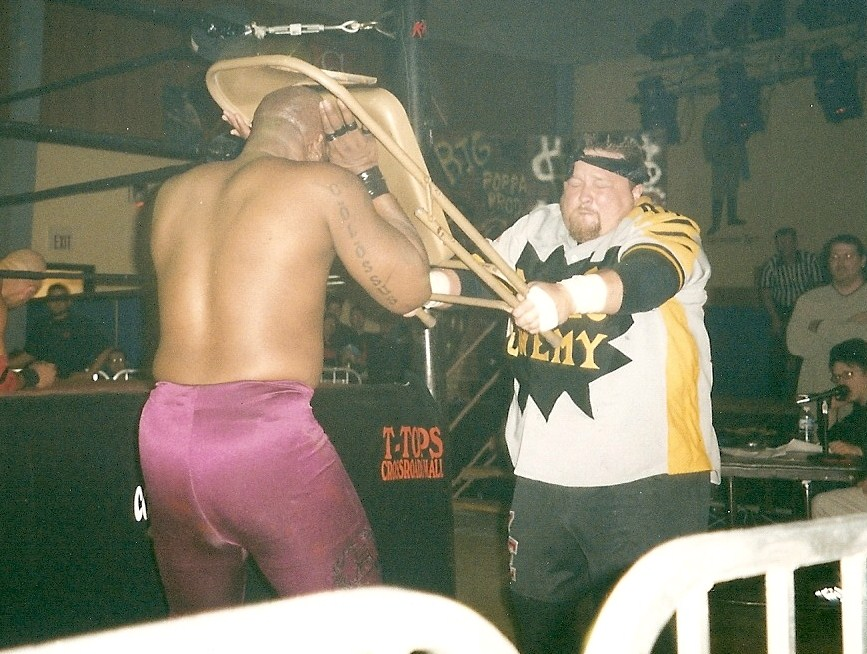
Johnny Grunge portant un coup de chaise.

Voici une liste des objets les plus utilisés et/ou les plus populaires en général :
- Chaise pliante : légère et facile à manier, la chaise pliante est constituée de matière métallique ou plastique. Elle sert généralement à frapper l'adversaire une fois repliée, mais il arrive que l'on fasse chuter l'adversaire dessus. Sabu, connu pour sa créativité, s'en sert comme d'un tremplin pour ses sauts ou lors d'attaques aériennes du haut de la troisième corde. C'est l'un des objets les plus utilisés traditionnellement dans les matchs hardcore, du fait qu'elle permet de multiples utilisations.
- Kendo stick/Singapore cane : un accessoire singeant une arme de kendo, le plus souvent fait de plusieurs lamelles de bois enroulées ensemble par un ruban pour imiter l'objet original. Il est très léger mais produit un bruit de craquement lors d'un contact fort, donnant l'illusion que le coup est plus douloureux qu'il ne l'est réellement. Des catcheurs comme Sandman ou Justin Credible en ont fait leur arme fétiche.
- Table : Le plus souvent, elle sert à faire passer l'adversaire au travers, avec une technique qui soulève l'adversaire (par exemple une powerbomb ou chokeslam) ou depuis un point élevé. Les tables peuvent être placées sur leurs pieds (le plus souvent, des pieds pliants pour pouvoir être rangées et pour imiter l'objet usuel), être placées dans le coin, ou même être empilées. Un catcheur peut aussi être sur le dos sur une table et être écrasé à la suite d'un saut de la troisième corde. Elle servent parfois à amortir la chute d'un catcheur lors de chute d'une hauteur élevée.
- Échelle : habituellement utilisée pour les ladder matchs. Le catcheur peut s'en servir comme simple outil pour atteindre un point élevé, mais aussi s'en servir comme arme de manières diverses : en donnant directement des coups avec, en faisant chuter l'adversaire depuis le haut, en envoyant sur l'adversaire, en tournoyant, en la positionnant dans le coin, en envoyant l'adversaire dessus, ou encore en la mettant à plat au sol et en faisant chuter l'adversaire dessus. La Extreme Championship Wrestling a innové avec un nouveau type de match appelé Stairway to Hell où un fil barbelé est attaché au bout d'une corde. Le catcheur qui réussit à l'attraper peut l'utiliser par la suite.
- Poubelle : Souvent en aluminium, donc bien moins solide qu'une véritable poubelle en métal. Elle sert parfois à transporter les armes utilisées pendant le match, à la manière de New Jack.
- Masse : Sorte de marteau géant, à deux faces arrondies. Il est peu utilisé comme un vrai marteau, du fait du risque extrêmement élevé (un tel coup peut provoquer une mort sur le coup). Elle est plutôt utilisée comme bélier. Le plus souvent, l'attaquant met sa main sur l'avant de la masse pour amortir le choc. Triple H utilise régulièrement cet objet.
- Batte de baseball : Notamment utilisée par Sting et Mick Foley. Peut être utilisée pour frapper comme au baseball, ou comme bélier.

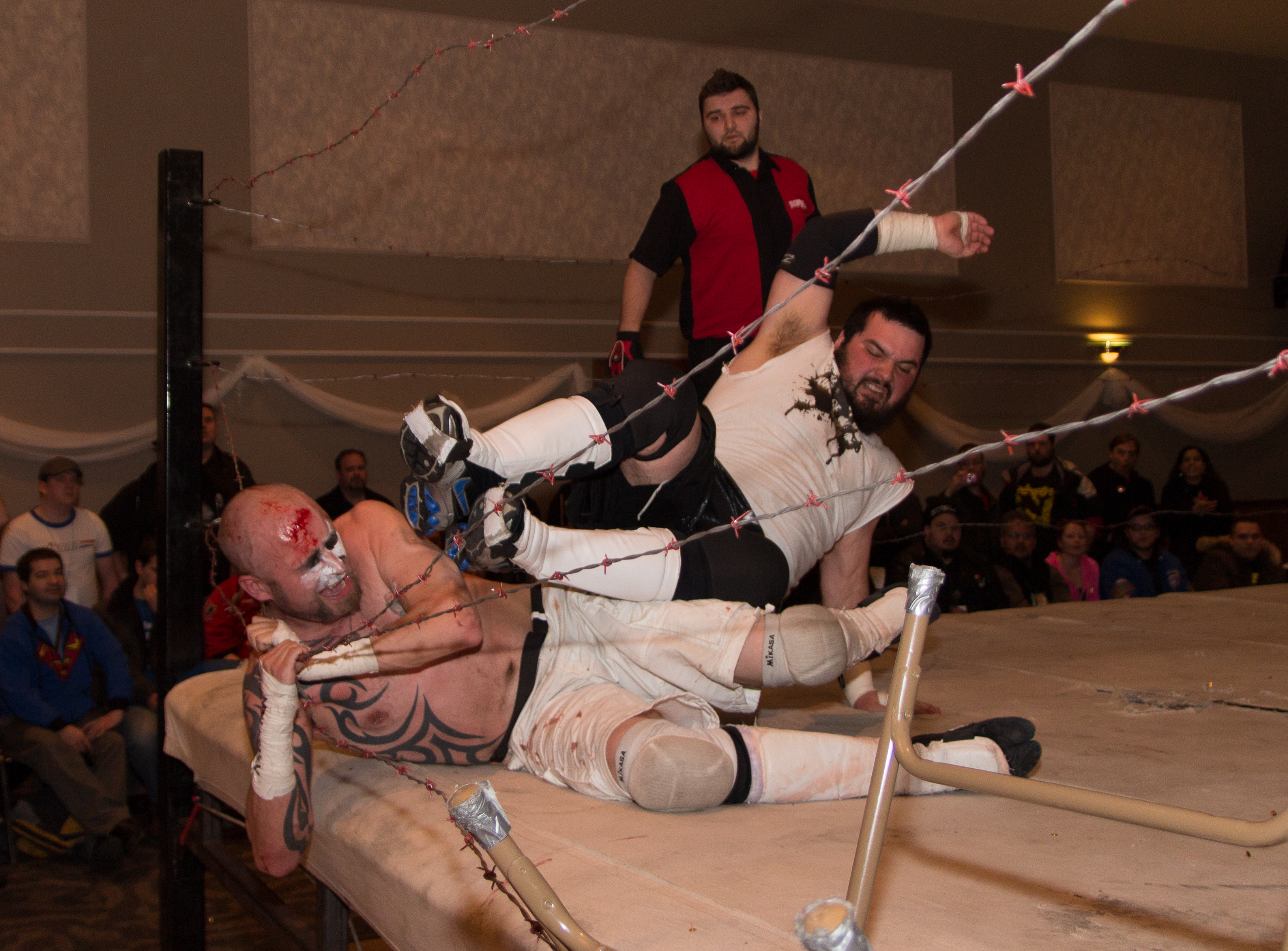
Joey Kings et Warhed dans un No Ropes Barbed Wire Match.

- Joey Kings et Warhed dans un No Ropes Barbed Wire Match.Fil de fer barbelé : les fils barbelés peuvent être enroulés sur des objets comme une batte de baseball, une chaise pliante, un bout de bois et peuvent aussi être posés sur une table. Parfois, comme pour un No Ropes Barbed Wire Match, les cordes peuvent être enroulées ou remplacées par celui-ci.
- Punaises : Outil popularisé par Mick Foley, qui amenait un sac qui en était rempli et les répandait ensuite sur le ring dans le but initial d'envoyer son adversaire dessus. Depuis, de multiples catcheurs, notamment Abyss, ont repris ce concept.
- Tube fluorescent : lampe électrique détourné de son utilisation initiale. Il est commun aux fédérations Combat Zone Wrestling ou Xtreme Pro Wrestling. Ils peuvent être utilisés pour frapper un adversaire, faire tomber son adversaire dessus, être fixés à une table ou attachés aux cordes. Ils peuvent également être utilisés par plusieurs à la fois et empilés. Il explose en une multitude de petits fragments et libèrent leur gaz.
- Vitre : Panneaux de verre utilisé pour projeter un adversaire à travers celui-ci. Le verre brisé est le plus souvent balayé du ring pour éviter les coupures ou autres blessures.
- Feu : Utilisé pour enflammer les armes, voire les cordes (pour les Fire Death Matchs).

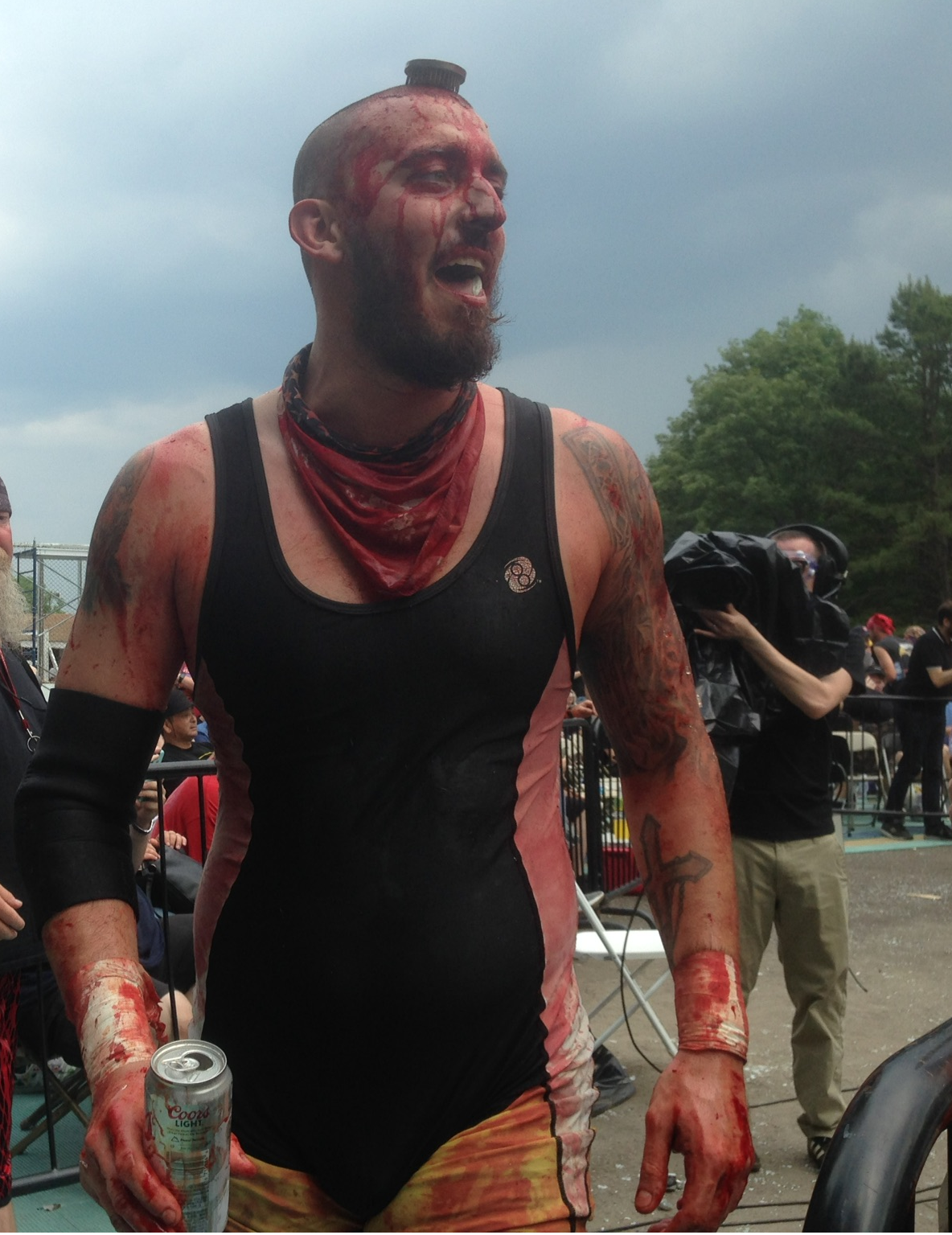
Mance Warner avec un kenzan planté dans la tête

- Mance Warner avec un kenzan planté dans la têteKenzan : Un petit outil utilisé pour la composition florale au Japon. Il est souvent utilisé à la Big Japan Pro Wrestling et a la particularité de pénétrer et de s'accrocher à la chair.

## Championnats hardcores

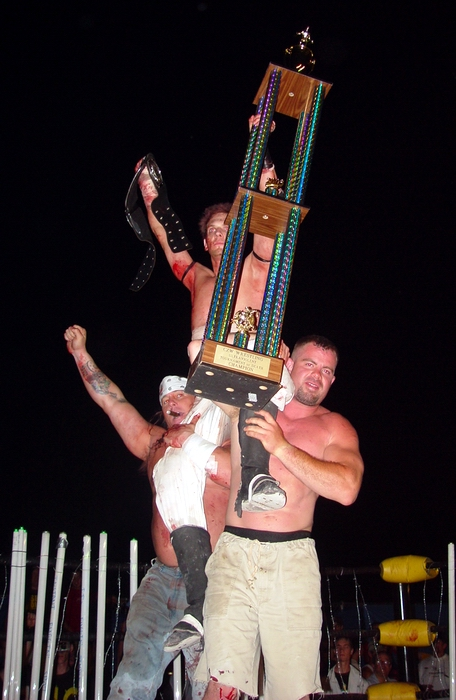
Nick Mondo gagnant le Tournament of Death de la CZW.

Beaucoup de championnats hardcore ont disparu (12 sur 18 dans cette liste).
- ECCW/NWA Pacific Northwest Hardcore Championship (1999-présent)
- CZW Ultraviolent Underground Championship (2005-2012)
- FMW/WEW Hardcore Championship (Japon) (1999-2001)
- FMW/WEW Hardcore Tag Team Championship (Japon) (2000-2003, 2005-Présent)
- FMW Brass Knuckles Heavyweight Championship (Japon) (1990-1999)
- FMW Brass Knuckles Tag Team Championship (Japon) (1991-2002)
- FMW Independent Heavyweight Championship (Japon) (1996-1999)
- GHC Openweight Hardcore Championship (Japon) (2004-Présent)
- IWA Hardcore Championship (Porto Rico) (2000-Présent)
- NWA World Brass Knuckles Championship (1978-1980)
- OVW Hardcore Championship (2000-2001)
- WCW Hardcore Championship (1999-2000)
- WEW Hardcore Championship (2002-présent)
- WWC Hardcore Championship (Porto Rico) (1999-2001, 2003)
- WWE Hardcore Championship (1998-2002)
- WXW Hardcore Championship (2000-2003)
- XPW King of the Deathmatch Championship (2000-2002)
- XPW World Heavyweight Championship (1999-2002)